# Friedrich Ernst Todtenhaupt
Friedrich Ernst Todtenhaupt (* 19. März 1873 in Seligenfeld bei Königsberg; † 11. Februar 1919 in Radebeul) war ein deutscher Chemiker.
Todtenhaupt machte eine Apothekerlehre und studierte ab 1896 Pharmazie in Königsberg mit der pharmazeutischen Staatsprüfung 1898. Danach war er Apotheker, studierte ab 1901 in Königsberg Chemie mit der Promotion 1903.
Dann ging er nach Dessau, um einem Projekt nachzugehen, aus Casein Textilfasern für Kunstseide zu erzeugen. Dafür erhielt er 1904 ein Patent und gründete mit der Galalith-Gesellschaft, die Erfolg mit einem Kunststoff aus Casein hatte, die Deutsche Kunstseidenfabrik in Harburg. Die Produktionsversuche für Kunstseide und Borsten schlugen aber fehl und 1909 wurde die Firma aufgelöst. Einen neuen Versuch startete 1924 in Italien Ferretti mit Fasern aus Casein (Lanital), hier scheiterte man am Ende an der Verwendung von Milch als Rohstoff, die ja in erster Linie Nahrungsmittel ist.
Todtenhaupt ging nach dem Scheitern seiner Firma zur Chemischen Fabrik v. Heyden in Radebeul, die Celluloseacetat zu Textilfasern verarbeitete. Er wohnte 1915 in der heute in Teilen denkmalgeschützten Mietvilla Einsteinstraße 9.